# هاني ضاحي
هاني ضاحي وزير النقل والمواصلات المصري الأسبق، ونقيب المهندسين السابق. يشغل حالياً منصب رئيس مجلس إدارة شركة الملاحة الوطنية

## حياته المهنية
- رئيس شركة صان مصر (2001 - 2003).[2]
- رئيس شركة بتروجيت (2003 - 2010).[3]
- رئيس شركة إنبي (2010 - 2011).[4]
- الرئيس التنفيذي للهيئة المصرية العامة للبترول (2011 - 2012).[5]
- رئيس شركة الصعيد العامة للمقاولات. (2013 - 2014)[6]
- وزير النقل والمواصلات (2014 - 2015).[7]
- رئيس شركة وادي النيل للمقاولات والاستثمارات العقارية.[8]
- رئيس شركة الملاحة الوطنية للنقل البحري (2019 - حتى الآن).[9]
- نقيب المهندسين 2018-2022.[10][11]
- رئيس شركة أبو قير للأسمدة والصناعات الكيماوية